# Бланчардвілл (Вісконсин)
Бланчардвілл (англ. Blanchardville) — селище (англ. village) в США, в округах Лафаєтт і Айова штату Вісконсин. Населення — 807 осіб (2020).

## Географія
Бланчардвілл розташований за координатами 42°48′34″ пн. ш. 89°51′38″ зх. д. / 42.80944° пн. ш. 89.86056° зх. д. (42.809384, -89.860614).  За даними Бюро перепису населення США в 2010 році селище мало площу 1,29 км², уся площа — суходіл.

## Демографія
Згідно з переписом 2010 року, у селищі мешкало 825 осіб у 360 домогосподарствах у складі 228 родин. Густота населення становила 639 осіб/км².  Було 396 помешкань (307/км²).
Расовий склад населення:
| - 98,9 % — білих - 0,2 % — азіатів - 0,1 % — чорних або афроамериканців |

До двох чи більше рас належало 0,5 %. Частка іспаномовних становила 1,2 % від усіх жителів.
За віковим діапазоном населення розподілялося таким чином: 24,7 % — особи молодші 18 років, 60,4 % — особи у віці 18—64 років, 14,9 % — особи у віці 65 років та старші. Медіана віку мешканця становила 40,8 року. На 100 осіб жіночої статі у селищі припадало 101,7 чоловіків;  на 100 жінок у віці від 18 років та старших — 95,3 чоловіків також старших 18 років.
Середній дохід на одне домашнє господарство  становив 57 361 долар США (медіана — 48 438), а середній дохід на одну сім'ю — 65 886 доларів (медіана — 56 103). За межею бідності перебувало 6,7 % осіб, у тому числі 4,6 % дітей у віці до 18 років та 6,7 % осіб у віці 65 років та старших.
Цивільне працевлаштоване населення становило 435 осіб. Основні галузі зайнятості: освіта, охорона здоров'я та соціальна допомога — 17,0 %, виробництво — 14,3 %, будівництво — 12,4 %, роздрібна торгівля — 12,2 %.